# Elsdyrantilope
Elsdyrantilope (Taurotragus oryx) eller eland er en antilope som lever i Afrika. 

## Egenskaber
Et særligt kendetegn for elsdyrantilopen er de lige, tæt spiralsnoede horn. Pelsen er gulbrun og bliver blågrå ved halsen og skuldrene hos de gamle dyr. Elsdyrantilopen er den næststørste nulevende antilope, kun lidt mindre end kæmpeelsdyrantilopen (Taurotragus derbianus). Den bliver i gennemsnit 1,6 meter i skulderhøjde og vejer 500-600 kg. Elsdyrantilopens mælk er meget fed og nærende.